# Antoni Pladevall i Font
Antoni Pladevall i Font (Taradell, Osona, 1934) sacerdot i historiador català.

## Biografia
Estudià al seminari de Vic i a la Universitat Catòlica de Lovaina, i s'ordenà sacerdot el 1957. Actualment és rector de la parròquia de Sant Quirze Safaja (el Moianès).
Col·laborà amb Eduard Junyent en el Museu Episcopal i l'Arxiu Diocesà. Després fou redactor del catàleg monumental del Servei de Conservació de Monuments de la Diputació de Barcelona i professor d'història eclesiàstica al seminari de Vic i a la Facultat de Sant Pacià de Barcelona. Va ser el primer president dels Amics de l'Art Romànic, entre 1977 i 1979. Ha estat arxiver municipal de Vic, cap de la secció d'inventari del patrimoni artístic de la Generalitat de Catalunya del 1980 al 1999 i director general del patrimoni artístic del departament de cultura de la Generalitat del 1984 al 1986. Ha publicat nombroses monografies locals (Centelles, Tona, Castellterçol, el Brull, Balenyà, Taradell, Seva, Sant Quirze Safaja, etc.), i de dedicades a monestirs i santuaris (Lluçà, el Fai, el Coll, el Far, la Gleva, etc.). Col·labora sobre temes catalans en el Dictionnaire d'Histoire et de Géographie ecclésiastiques.
Pladevall ha participat o ha dirigit alguns dels projectes editorials més importants dels darrers trenta anys en el camp de la geografia, la història i l'art catalans. Va ser assessor general de la col·lecció Gran Geografia Comarcal de Catalunya, director de la Catalunya romànica en el període 1990-1998, i director també de L'art gòtic a Catalunya (2002-2009), d'Enciclopèdia Catalana.
Des del mes de febrer de 2017 és fill adoptiu del poble de Tona (Osona), on va passar gairebé vint anys com a vicari de mossèn Joan Colom.
Des del 1990 és membre de l'Institut d'Estudis Catalans i des del 1998 de la Reial Acadèmia Catalana de Belles Arts de Sant Jordi. El 1994 va rebre la Creu de Sant Jordi i ingressà a l'Acadèmia de Bones Lletres de Barcelona.
Té la Medalla d'Or de la Generalitat de Catalunya.

## Obres

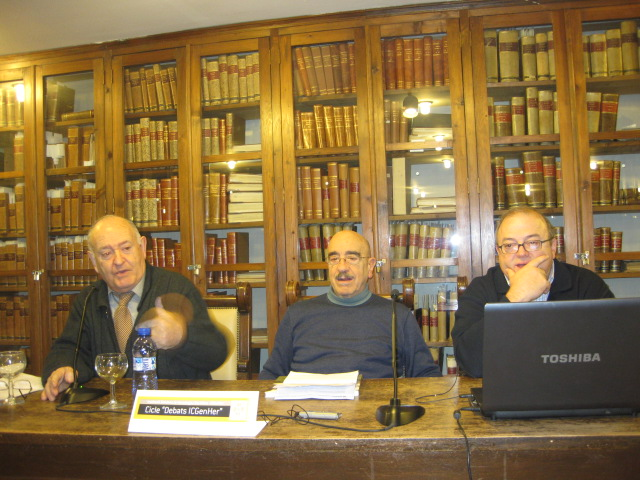
Antoni Pladevall, Armand de Fluvià i Esteve Canyameres durant un debat de la ICGenHer sobre la genealogia a l'Ateneu Barcelonès.

Pladevall és un dels historiadors catalans més prolífics. Les seves obres clau (llibres, articles) són les següents:
- La disminució de poblament a la Plana de Vic a mitjans del segle XIV, article publicat a la revista Ausa, vol. IV (1963)
- Els monestirs catalans (1968)
- Els orígens de la família Montcada, article publicat a la revista Ausa, vol. VI (1971)
- Sibil·la de Saga. Perfil biogràfic de la darrera amiga de Jaume I. Barcelona: Imp. Subirana (1973).
- Persecució de bruixes a les comarques de Vic a principis del segle XVII (1974)
- La comtessa Ermessenda (1975)
- Osona i Ripollès, volum 1 de la Gran Geografia Comarcal de Catalunya (1981)
- Això és Catalunya. Guia del patrimoni arquitectònic català (1987)
- El general Josep Moragues. Heroi i màrtir de Catalunya (1988)
- Història de l'Església a Catalunya (1989)
- Taradell. Passat i present d'un terme i vila d'Osona (1995)
- Mont-rodon. Passat i present d'un gran llinatge i d'un casal osonenc (2001)
- El monestir de Sant Pere de Casserres o la presència de Cluny a Catalunya (2004)